# Здзиховский, Ежи
Ежи Здзиховский (27 августа 1880, село Роздол — 25 апреля 1975, Краков) — польский политик и экономист, министр финансов (1925—1926) и депутат сейма (1922—1927).

## Биография
Представитель польского земянского рода Здзиховских герба «Равич». Старший сын Чеслава Франтишека Михала Здзиховского (1850—1908) и Софии Дорожинской (1859—1934).
Окончил гимназию в Одессе и академию в Антверпене. В 1916 году — заместитель председателя Совета съездов польских организаций помощи жертвам войны в Москве. В 1917—1918 годах один из лидеров Польского Народного Комитета в Санкт-Петербурге. Был одним из организаторов отрядов Польских частей в России. Был членом Польской Национальной Лиги.
После войны Ежи Здзиховский был активистом Национально-демократического союза (ZLN) или Национальной Партии. Был одним из организаторов неудачного переворота в Польше в январе 1929 года (так называемый путч Янушайтиса), направленный против правительства Енджея Морачевского.
В 1925—1926 годах Ежи Здзиховский занимал должности министра финансов в Польской республике. В 1926—1933 годах — член Рады «Лагеря Великой Польши» (Obóz Wielkiej Polski — OWP). В 1922—1927 годах — депутат сейма от Народно-Национального Союза.
В ночь с 30 сентября на 1 октября 1926 года он был жестоко избит на своей квартире в Варшаве. Побои ему нанесли люди в погонах, чья личность не была установлена. Ежи Здизховский находился в оппозиции к правительству Санации, он был также одним из основных инициаторов обструкции бюджета. Многие тогдашние публицисты обвиняли (хотя и не непосредственно) Юзефа Пилсудского в попытках давления на Е. Здзиховского.
Активно работал в нескольких областях экономических отношений. После агрессии Германии и СССР на Польшу Ежи Здзиховский уехал в эмиграцию. Он поселился в Лондоне. С 1955 года — член польского научного общества в изгнании.
Является автором многочисленных работ, главным образом в области экономики.
В 1933 году он издал под псевдонимом W. M. Dęboróg роман Czeki bez pokrycia (Издательство «Рой», Варшава), который был стилизован под прозу известного польского писателя 1930-х Тадеуша Доленги-Мостовича. Много лет литературные критики приписывали авторство песни «Dołędze». Роман этот был острой критикой правительства Санации.

## Семья и дети
Был женат на Марте Блавдзевич герба Помян (род. 1882), дочери Мечислава Блавдзевича (1844—1913) и Клементины Цюндзевицкой (род. 1840). Супруги имели единственную дочь:
- Мария Здзиховская (26 апреля 1910 — 1 апреля 2009), жена с 1934 года польского князя Яна Анджея Сапеги (1910—1989).